# ینس اسکو
جینس اسکو (متولد ۸ اکتبر ۱۹۱۸ – درگذشته ۲۸ مه ۲۰۱۸) شیمیدان دانمارکی و برنده جایزه نوبل بود. در سال ۱۹۹۷ «برای کشف آنزیم یونی در تبادل سدیم- پتاسیم»
موفق به کسب جایزه نوبل شیمی شد.

## زندگی‌نامه
اسکو در دانمارک در یک خانواده ثروتمند به دنیا آمد. پدر او یک تاجر چوب و زغال سنگ بود.
در سال ۱۹۴۴ در رشته پزشکی از دانشگاه کپنهاگ فارغ‌التحصیل شد و دکترای خود را در سال ۱۹۵۴ دریافت کرد.